# Рибалочка самарський
Рибалочка самарський (Ceyx flumenicola) — вид сиворакшоподібних птахів родини рибалочкових (Alcedinidae). Ендемік Філіппін. Раніше вважався конспецифічним зі сріблогузим рибалочокою, однак був визнаний окремим видом.

## Опис
Довжина птаха становить 14 см. Голова чорна, на обличчі і щоках охристі плями, над очима плямки формують "брови". Верхня частина тіла чорна, на спині сріблясто-біла смуга, покривні пера крил мають світлі кінчики. Горло і верхня частина грудей білі, живіт білий, решта нижньої частини тіла яскраво-синя. Лапи яскраво-червоні.

## Поширення і екологія
Самарські рибалочки мешкають на островах Самар, Бохоль і Лейте на сході центрального Філіппінського архіпелагу. Вони живуть у вологих тропічних лісах, в заростях на берегах річок, струмків і озер. Зустрічаються на висоті до 1000 м над рівнем моря.

## Збереження
МСОП класифікує стан збереження цього виду як близький до загрозливого. За оцінками дослідників, популяція самарських рибалочок становить від 1500 до 7000 дорослих птахів. Їм загрожує знищення природного середовища.